# Holt Peak
Holt Peak är en bergstopp i Antarktis. Den ligger i Västantarktis. Chile gör anspråk på området. Toppen på Holt Peak är 850 meter över havet, eller 275 meter över den omgivande terrängen. Bredden vid basen är 9,2 km.
Terrängen runt Holt Peak är huvudsakligen platt, men åt sydost är den kuperad. Trakten är obefolkad. Det finns inga samhällen i närheten.